# 耶纳戈阿
耶纳戈阿是西非國家尼日利亞南部的城市，也是巴耶爾薩州的首府，位於尼日爾河三角洲，面積706平方公里，在1996年成為首府後發展迅速，2006年人口353,344。